# Los indeseables (película de 2003)
Los indeseables es una película italiana de intriga de 2003, dirigida por Pasquale Scimeca.

## Trama
En 1951, 120 italoestadounidenses, en su mayoría mafiosos y criminales, y considerados "indeseables" por el gobierno estadounidense, fueron repatriados a Italia, a Génova, tras la celebración de un juicio rápido en Nueva York. Del grupo forman parte, entre otros, Frank Frigenti, Lily Valentino, Lu Grifasi, pero también algunos anarquistas como Ezio Taddei. A su llegada a puerto, después de un largo viaje en barco, hubo algunos curiosos, pero también periodistas y fotógrafos, entre ellos Giancarlo Fusco, periodista de Il Secolo XIX, encargado de escribir un breve artículo.
Mientras entrevista a algunos de los recién llegados, Fusco reconoce a Taddei, un viejo amigo del instituto. Intrigado, decide llegar al fondo del asunto.

## Reparto
Entre otros, intervienen:
- Vincent Gallo
- Violante Placido : Agnesca
- Marcello Mazzarella
- Antonio Catania
- Vincent Schiavelli
- Lynda Steadman
- Mario Rivera
- Peppe Lanzetta